# Coccochora quercicola
Coccochora quercicola är en svampart som först beskrevs av Henn., och fick sitt nu gällande namn av Franz Xaver von Höhnel 1909. Coccochora quercicola ingår i släktet Coccochora, ordningen Dothideales, klassen Dothideomycetes, divisionen sporsäcksvampar och riket svampar.   Inga underarter finns listade i Catalogue of Life.